# Attagenus aurantiacus
Attagenus aurantiacus is een keversoort uit de familie spektorren (Dermestidae). De wetenschappelijke naam van de soort werd in 1900 gepubliceerd door Edmund Reitter.